# John McNeil
John McNeil (* 23. März 1948 in Yreka, Nordkalifornien; † 27. September 2024) war ein US-amerikanischer Jazz-Trompeter und Flügelhornist sowie Komponist, Arrangeur und Musikproduzent.

## Leben und Wirken
John McNeil war Autodidakt; nach seinem Highschool-Abschluss 1966 begann er als Profimusiker im nördlichen Kalifornien zu arbeiten. Mitte der 1970er Jahre zog er nach New York und arbeitete dort als freischaffender Musiker, spielte mit dem Thad Jones/Mel Lewis Orchestra und leitete eigene Formationen, mit denen er in Clubs wie dem Boomer’s auftrat.
Ende der 1970er Jahre wurde McNeil Mitglied des Horace Silver Quintetts. Um diese Zeit begann er, mit eigenen Trio-, Quartett- und Quintett-Formationen für das Label SteepleChase aufzunehmen; so entstand 1978 mit Bob Berg, Joanne Brackeen, Rufus Reid und Billy Hart das Album Embarkation. 1979 arbeitete er für sein Album Faun mit Dave Liebman und Richard Beirach; 1979 hatte er ein Quintett mit Tom Harrell (Look to the Sky). 1983 arbeitete er mit Jesper Lundgaard und Doug Raney. Daneben war er als Sideman bei Gerry Mulligan tätig. In den 1990er Jahren wirkte er vermehrt als Komponist, Arrangeur und Produzent. Ende der 90er hatte er ein pianoloses Quartett mit dem Saxophonisten und Klarinettisten Kenny Burger. In seinen Alben für OmniTone, die in den 2000er-Jahren entstanden sind, kamen Latin Jazz und Free-Jazz-Elemente in sein Spiel.
Die Sängerin Allegra Levy schrieb Texte für Instrumentalstücke des Trompeters auf ihrem Album Lose My Number (SteepleChase Records).

## Diskographische Hinweise
- Fortuity (SteepleChase, 2001)
- This Way Out (Omintone, 2003)
- Sleep Won’t Come (Omnitone, 2004)
- East Coast Cool (Omnitone, 2006)
- Rediscovery (Omnitone, 2009)
- John McNeil/Bill McHenry: Chill Morn He Climb Jenny (Sunnyside, 2011)
- John McNeil & Mike Fahie: Plainsong (Destiny Records, 2018), mit Ethan Iverson, Joe Martin, Billy Hart

## Lexikalischer Eintrag
- Richard Cook, Brian Morton: The Penguin Guide to Jazz Recordings. 8. Auflage. Penguin, London 2006, ISBN 0-14-102327-9.